# Berger de Crau

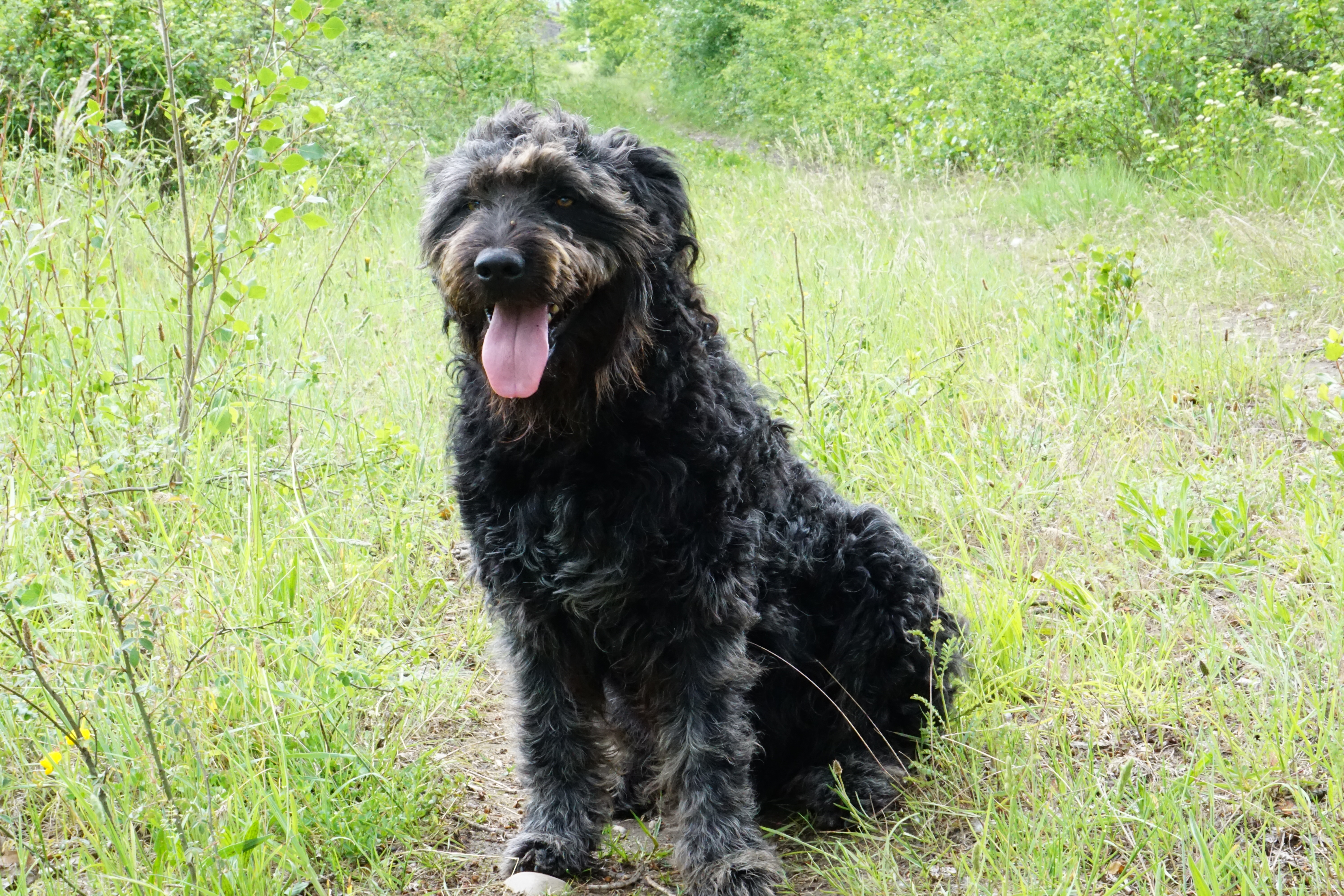
Photo d'un berger de Crau.

Le berger de Crau (ou chien de berger de la Crau) est une race de chiens originaire de la plaine de la Crau dans le sud de la France. Il était traditionnellement utilisé comme chien de conduite dans les grand troupeaux de transhumances. Il se distingue par un poil généralement noir et frisé.
C'était en 2016 un des trois principaux chiens de conduite utilisé dans les Alpes avec le Border Collie et le Berger des Pyrénées.

## Historique
Le berger de Crau est originaire de la région de la Crau, plaine alluviale dans le delta du Rhône. Il était très présent dans les troupeaux transhumants provençaux. Le berger de Crau était spécialement utilisé pour « faire la route » vers les Alpes.
Il a été progressivement remplacé par le Beauceron ou le Border collie. Mais sa race a été sauvé par quelques éleveurs qui se le transmettaient de génération en génération.

## Standard
Le standard du chien de Crau était encore en cours de rédaction, en mars 2019.
À la date du 14 août 2015, un livre de origines  était ouvert par la SCC.

## Reconnaissance

### Société centrale canine
Faute de standard suffisamment défini et de connaissance exacte de la population, le chien de Crau n'est pas inscrit dans les listes de la SCC, mais la Société Centrale Canine s'est engagée néanmoins dans un processus de recensement et de définition du standard de la race.

### Fédération cynologique internationale
La race n'est pas reconnue par la FCI, mais si elle l'était, elle figurerait dans leur groupe I - Chiens de bergers et de bouviers.